# Luddington (Warwickshire)
Luddington is een civil parish in het bestuurlijke gebied Stratford-on-Avon, in het Engelse graafschap Warwickshire met 475 inwoners.